# Agrotis pseudocos
Agrotis pseudocos är en fjärilsart som beskrevs av Turati 1924. Agrotis pseudocos ingår i släktet Agrotis och familjen nattflyn. Inga underarter finns listade i Catalogue of Life.